# Émergence (art)
Pour les articles homonymes, voir Émergence.
Sont dits émergents les courants artistiques contemporains qui :
- sont en constitution,
- sont la somme de pratiques spontanées, individuelles ou collectives, apparaissant hors de l'institution, en marge des courants reconnus par l'histoire de l'art,
- apportent  aux pratiques qui les constituent un nouveau sens et une visibilité plus importante que si elles étaient considérées individuellement.

Le terme s'applique de manière transdisciplinaire. Les courants artistiques, les créations et les artistes dits « émergents » sont par essence difficiles à catégoriser.
« On dira qu’un courant artistique est émergent si les artistes qui le composent, captant l’air de leur temps, ne sont pas encore conscients ou viennent de découvrir leur famille artistique toute neuve, en cristallisation, ce qui leur confère soudain une visibilité qu’ils n’auraient jamais eu individuellement ». 

« Notre principe de départ était de réunir des tendances éparses, qui coexistent à l'état gazeux, et de les rendre plus visibles. ».

« Pour qu'advienne de l'imprévu, du non encore reconnu, il faut inventer des murs poreux, des lieux où puisse trouver refuge du non-lieu. Dans la définition que donne Wikipedia, l'émergence répond à deux caractéristiques : « l'ensemble fait plus que la somme de ses parties. Ceci signifie qu'on ne peut pas forcément prédire le comportement de l'ensemble par la seule analyse de ses parties. l'ensemble adopte un comportement caractérisable sur lequel la connaissance détaillée de ses parties ne renseigne pas complètement. À partir d'un certain seuil critique de complexité, ces systèmes voient apparaître de nouvelles propriétés, dites propriétés émergentes. Celles-ci deviennent observables lorsqu'elles vont dans le sens d'une organisation nouvelle. » On ne saurait mieux dire! » 
Par extension : artistes émergents, créations émergentes.